# Манильский жёлоб
Манильский жёлоб (англ. Manila Trench) — глубоководный жёлоб, расположенный в Южно-Китайском море к западу от филиппинских островов Лусон и Миндоро. Его глубина достигает 5400 м при средней глубине моря 1500 м.
Жёлоб образован путём субдукции, при которой Зондская тектоническая плита, являющаяся частью Евразийской плиты, погрузилась под Филиппинский подвижный пояс. Здесь наблюдается отрицательная гравитационная аномалия.

## Строение
Манильский жёлоб образовался субдукцией Евразийской плиты под Филиппинский подвижный пояс, которая началась во времена среднего миоцена (22—25 миллионов лет назад).